# Wayne Hightower
Wayne A. Hightower, né le 14 janvier 1940 à Philadelphie, en Pennsylvanie, et mort le 18 avril 2002 dans la même ville, est un joueur professionnel américain de basket-ball. Il joue en National Basketball Association (NBA) et en American Basketball Association (ABA) entre 1962 à 1972. D’une taille de 2,03 m, il joue principalement comme ailier fort.
Il fréquente le lycée Overbrook de 1955 à 1958, où il joue au basket-ball. Sa carrière professionnelle commence en 1961 après son départ de l’université du Kansas après sa première année, afin de pouvoir soutenir financièrement sa famille.